# Iiro
Iiro är ett finskt förnamn. Iiros namnsdag i den finskspråkiga kalendern är 19 december.

## Personer med namnet Iiro
- Iiro Järvi, finländsk ishockeyspelare
- Iiro Kajanto, finländsk klassisk filolog
- Iiro Pakarinen, finländsk ishockeyspelare
- Iiro Tarkki, finländsk ishockeyspelare
- Iiro Viinanen, finländsk politiker och affärsman